# Primi ministri del Kosovo
Segue la lista dei capi di governo e primi ministri del Kosovo, dal 1944 ad oggi.

## Lista dei capi di governo del Kosovo (1944-oggi)

### Provincia Autonoma Socialista del Kosovo (1944-1990)

#### Capo del Consiglio esecutivo del Comitato del popolo
- Fadil Hoxha (1945 - 1953)

#### Capo del Consiglio esecutivo
- Fadil Hoxha (1953 - 1963)
- Ali Shukrija (1963 – maggio 1967)
- Ilija Vakić (maggio 1967 - maggio 1974)
- Bogoljub Nedeljković (maggio 1974 - maggio 1978)
- Bahri Oruçi (maggio 1978 - maggio 1980)
- Riza Sapunxhiu (maggio 1980 - maggio 1982)
- Imer Pula (maggio 1982 - 5 maggio 1984)
- Ljubomir Nedjo Borković (5 maggio 1984 - maggio 1986)
- Namzi Mustafa (maggio 1986 - 1987)
- Kaqusha Jashari (1987 - maggio 1989)
- Nikolla Shkreli (maggio 1989 - 1989)
- Daut Jashanica (1989)
- Jusuf Zejnullahu (4 dicembre 1989 - 5 luglio 1990)

### Provincia Autonoma di Metohija (1990-1999)

#### Capo del Consiglio esecutivo
- abolito (5 luglio 1990 - 28 settembre 1998)

#### Capo del Consiglio Esecutivo Temporaneo
- Zoran Andjelkovic (28 settembre 1998 - 7 marzo 2002)

#### Ministri/Direttori della cancelleria per il Kosovo e Metohija (nel governo serbo)
- Ministri (2007-2012)
  - Slobodan Samardžić (15 maggio 2007 - 7 luglio 2008)
  - Goran Bogdanović (7 luglio 2008 - 27 luglio 2012)
- Direttori della cancelleria (2012-)
  - Aleksandar Vulin (27 luglio 2012 -)

### Repubblica di Kosova (1990-2000)

#### Primi ministri
- Jusuf Zejnullahu (7 settembre 1990 - 5 ottobre 1991)
- Bujar Bukoshi (5 ottobre 1991 - 1º febbraio 2000) (fino al 19 ottobre 1991 capo del governo; dal 1993 al giugno 1999 in esilio a Bonn, Germania)
- Hashim Thaçi (2 aprile 1999 - 1º febbraio 2000) (in opposizione all'amministrazione ONU)

### Kosovo sotto amministrazione ONU (1999-2008)

#### Primi ministri
- Nexhat Daci (ad interim) (10 dicembre 2001 - 4 marzo 2002) (Lega Democratica del Kosovo)
- Bajram Rexhepi (4 marzo 2002 - 3 dicembre 2004) (Partito Democratico del Kosovo)
- Ramush Haradinaj (3 dicembre 2004 - 8 marzo 2005) (Alleanza per il Futuro del Kosovo)
- Adem Salihaj (ad interim) (8 marzo 2005 - 25 marzo 2005) (Lega Democratica del Kosovo)
- Bajram Kosumi (25 marzo 2005 - 10 marzo 2006) (Partito Parlamentare del Kosovo)
- Agim Çeku (10 marzo 2006 - 9 gennaio 2008) (indipendente, sostenuto dall'Alleanza per il Futuro del Kosovo)
- Hashim Thaçi (9 gennaio 2008 - 17 febbraio 2008) (Partito Democratico del Kosovo)

### Repubblica del Kosovo (indipendente, 2008-oggi)

#### Primi ministri
| Ritratto | Nominativo       | Governo   | Durata del mandato                 | Partito                           |
| -------- | ---------------- | --------- | ---------------------------------- | --------------------------------- |
|          | Hashim Thaçi     | Thaçi     | 17 febbraio 2008 - 9 dicembre 2014 | Partito Democratico del Kosovo    |
|          | Isa Mustafa      | Mustafa   | 9 dicembre 2014 - 9 settembre 2017 | Lega Democratica del Kosovo       |
|          | Ramush Haradinaj | Haradinaj | 9 settembre 2017 - 3 febbraio 2020 | Alleanza per il Futuro del Kosovo |
|          | Albin Kurti      | Kurti I   | 3 febbraio 2020 - 3 giugno 2020    | Vetëvendosje!                     |
|          | Avdullah Hoti    | Hoti      | 3 giugno 2020 - 22 marzo 2021      | Lega Democratica del Kosovo       |
|          | Albin Kurti      | Kurti II  | 22 marzo 2021 - in carica          | Vetëvendosje!                     |